# Unione Sportiva Pro Vercelli 1975-1976
Questa voce raccoglie le informazioni riguardanti l'Unione Sportiva Pro Vercelli nelle competizioni ufficiali della stagione 1975-1976.

## Rosa
| N. |                   | Ruolo | Calciatore               |
| -- | ----------------- | ----- | ------------------------ |
|    | Italia (bandiera) | D     | Franco Balocco           |
|    | Italia (bandiera) | C     | Alberto Bonanomi         |
|    | Italia (bandiera) | P     | Pier Giorgio Castellazzi |
|    | Italia (bandiera) | A     | Ezio Cavagnetto          |
|    | Italia (bandiera) | D     | Maurizio Codogno         |
|    | Italia (bandiera) | D     | Edoardo Jussich          |
|    | Italia (bandiera) | C     | Enrico Magrini           |
|    | Italia (bandiera) | C     | Massimo Marini           |
|    | Italia (bandiera) | C     | Alberto Marangon         |
|    | Italia (bandiera) | A     | Paolo Maruzzo            |

| N. |                   | Ruolo | Calciatore           |
| -- | ----------------- | ----- | -------------------- |
|    | Italia (bandiera) | C     | Bruno Mazzia         |
|    | Italia (bandiera) | D     | Santino Merli Sala   |
|    | Italia (bandiera) | P     | Giuseppe Molli       |
|    | Italia (bandiera) | C     | Pier Luigi Montanari |
|    | Italia (bandiera) | A     | Osvaldo Poggio       |
|    | Italia (bandiera) | C     | Walter Rossetti      |
|    | Italia (bandiera) | C     | Mauro Sadocco        |
|    | Italia (bandiera) | C     | Giuseppe Scandroglio |
|    | Italia (bandiera) | D     | Michele Tarchetti    |